# Dornstetten
Dornstetten é uma cidade da Alemanha, no distrito de Freudenstadt, na região administrativa de Karlsruhe, estado de Baden-Württemberg.